# Sjalva Kikodze
Sjalva Kikodze (Georgisch: შალვა ქიქოძე) (Bachvi, Goeria, 27 mei 1894 – Freiburg im Breisgau, 7 november 1921) was een Georgisch kunstschilder en grafisch ontwerper. Hij wordt gezien als een van de belangrijkste Georgische kunstenaars van zijn tijd. Zijn werk wordt gerekend tot het expressionisme.

## Leven en werk
Kikodze werd geboren in het dorp Bachvi in de west-Georgische regio Goeria en hij bezocht van 1902 tot 1912 het gymnasium in Tbilisi. In 1914 kon hij dankzij een beurs van een liefdadigheidsorganisatie rechten studeren aan de Staatsuniversiteit van Moskou, maar in 1916 stapte hij over naar de Academie voor Schilderkunst, Beeldhouwkunst en Architectuur. In 1918 keerde hij terug naar Georgië en werd secretaris van de Bond van Georgische Kunstenaars. Hij was medewerker van diverse tijdschriften in Tbilisi, maakte grafische illustraties, tekende karikaturen, maar schreef ook kritieken.
In 1919 ging hij met steun van de Bond van Georgische Kunstenaars naar Parijs om zijn kunstopleiding te vervolmaken. Daar maakte hij kennis met de eveneens uit Georgië afkomstige kunstschilders Lado Goediasjvili en David Kakabadze, met wie hij in 1921 exposeerde in de Parijse salon. In hetzelfde jaar had hij een solo-expositie in galerie La Licorne. Zijn werk vertoont sterke invloeden van het expressionisme, hoewel hij in zijn stijl nogal eens wisselde en enigszins zoekende was. Het decadente leven in Parijs was een belangrijk thema in zijn werk. Daarnaast schilderde hij diverse stadsgezichten voor de commerciële verkoop en maakte ook in Parijs een tweetal decorontwerpen.
Alvorens Kikodze als kunstenaar volledig tot wasdom kon komen, werd hij geveld door tuberculose. Hij ging naar Freiburg voor herstel maar overleed op 7 november 1921 op 27-jarige leeftijd. Samen met Goediasjvili en Kakabadze wordt Kikodze ondanks zijn korte loopbaan gerekend tot de belangrijkste Georgische schilders uit de twintigste eeuw. Veel van zijn werk is te zien in het Kunstmuseum van Georgië te Tbilisi.

## Galerij

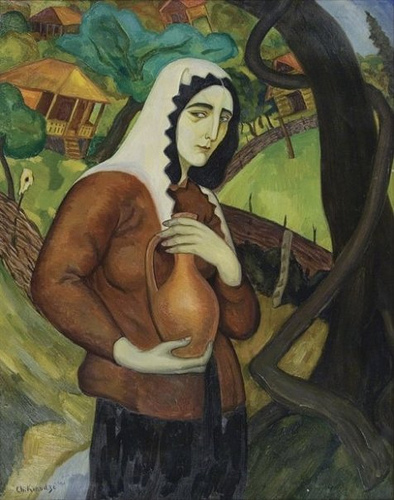
Goeria, vrouw met kruik, 1920
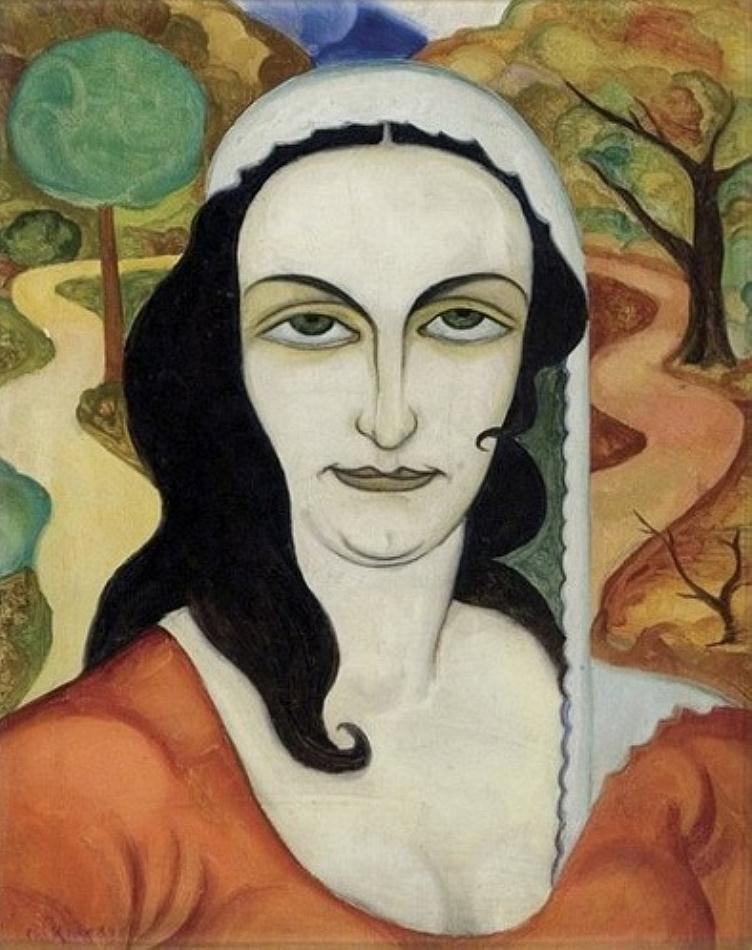
Vrouw uit Goeria, 1921
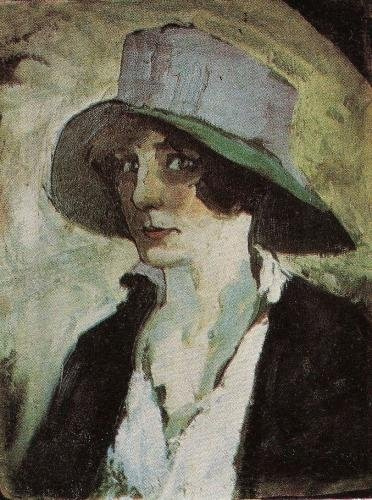
Portret van een vrouw, ca. 1910
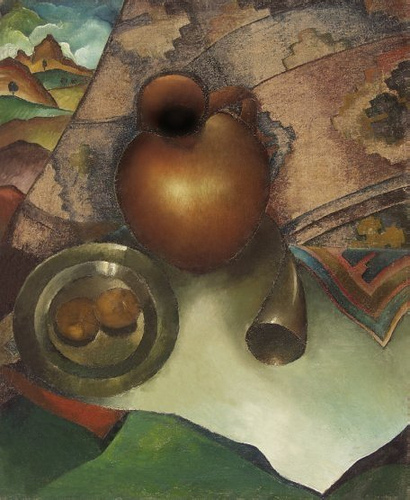
Stilleven
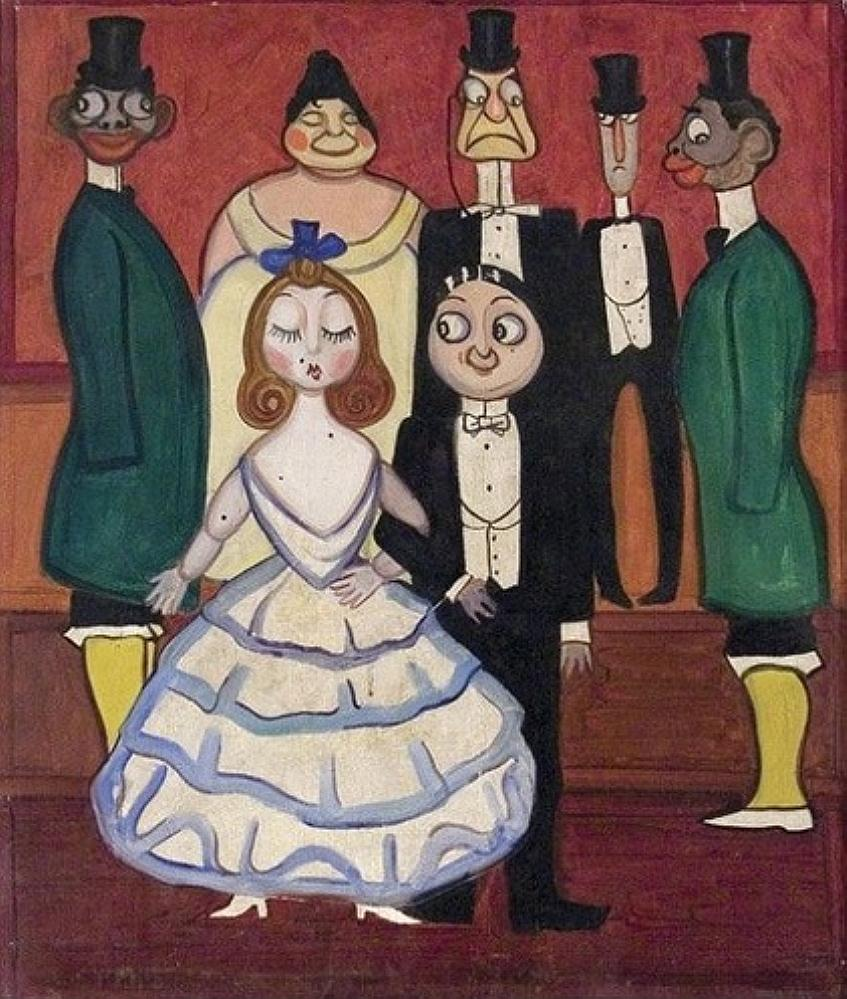
Huwelijksceremonie in de kerk
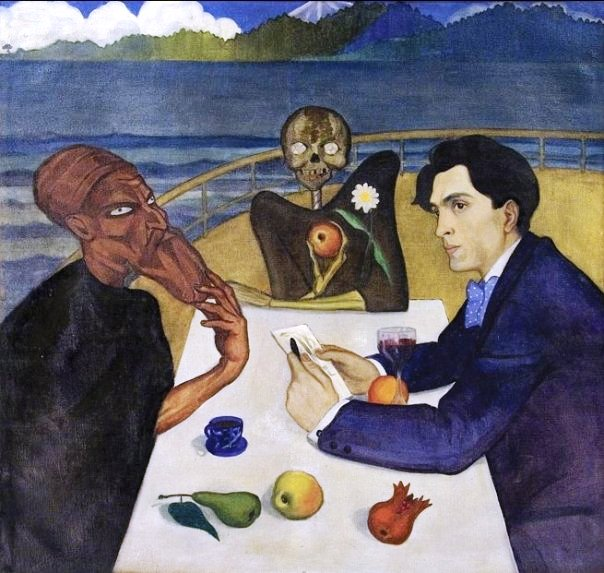
Parijs, ter herinnering aan een overleden vriend, 1920
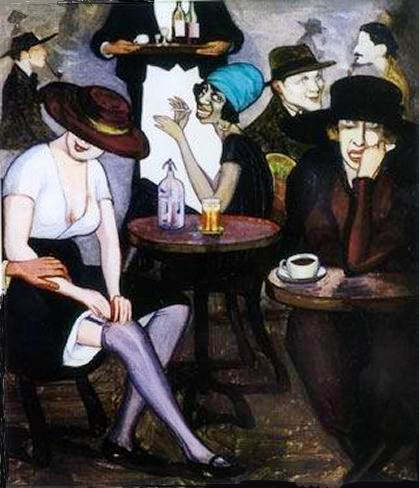
In een café, 1921, Kunstmuseum van Georgië
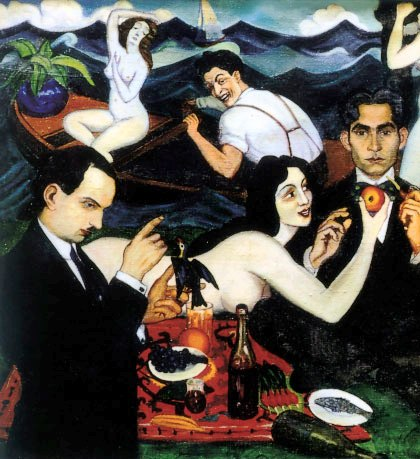
Parijs, 1920
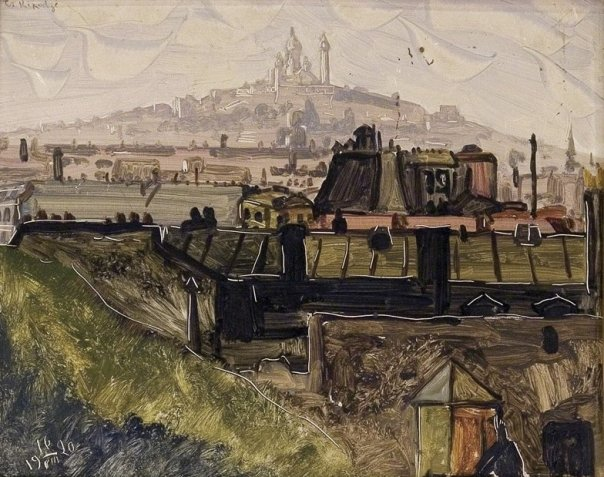
Zicht op Parijs, 1920
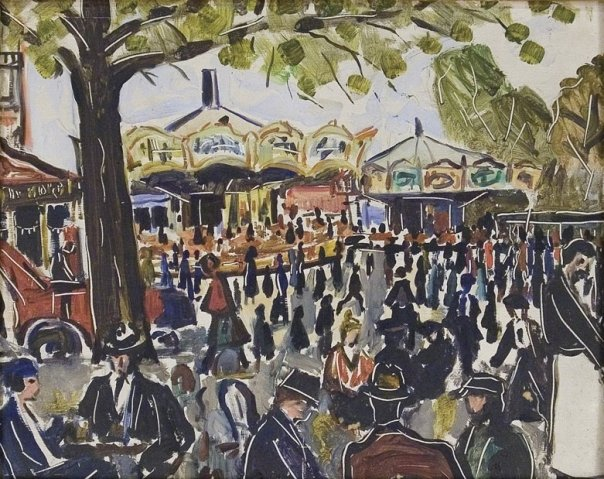
Draaimolen in Parijs, 1920